# Almache
Pour les articles homonymes, voir Almache (homonymie).
L'Almache ou Halmache, Mache, Ruisseau de Gembes ou encore Ruisseau des Rives, est une petite rivière de Belgique, affluent de la Lesse et faisant donc partie du bassin versant de la Meuse. Il prend sa source en province de Namur et coule principalement en province de Luxembourg.

## Géographie
Le cours d'eau prend sa source à Baillamont, traverse Naomé, Graide, Porcheresse, Gembes (pont des Gades, classé) et se jette dans la Lesse à hauteur de Daverdisse. Divers noms locaux lui sont parfois attribués (cf. supra), comme le ruisseau des Rives à Porcheresse.
Passé Graide, il rencontre le moulin d'Herbois. Sur le territoire de  Porcheresse, il actionnait, de 1870 à 1952, une machine à élever les eaux que l'on peut visiter. Après sa traversée de Gembes, la rivière rejoint Daverdisse  par une vallée boisée.
- Le Trou de l'Ermite et non loin de là, le pont de l'Ermite, grotte d'un saint homme solitaire qui aurait sauvé de la peste quelques habitants du village.
- La Roche du Curé : cachette d'un prêtre durant la Révolution française.

Le parcours de l'Almache était aussi emprunté par le tramway vicinal à vapeur reliant Wellin à la gare de Graide, en service depuis la fin du XIXe siècle jusqu'après la Seconde Guerre mondiale. Le tracé est en cours d'aménagement en voie lente, destinée aux promeneurs et aux cyclistes (2009).